# Gentiana stellulata
Gentiana stellulata är en gentianaväxtart som beskrevs av H. Smith. Gentiana stellulata ingår i släktet gentianor, och familjen gentianaväxter. Utöver nominatformen finns också underarten G. s. dichotoma.